# Kanton Saint-Amand-Montrond
Der Kanton Saint-Amand-Montrond ist seit 1790 ein französischer Wahlkreis im Département Cher und in der Region Centre-Val de Loire. Er umfasst 13 Gemeinden im Arrondissement Saint-Amand-Montrond.

## Geographie
Der Kanton Saint-Amand-Montrond ist 18.235 Hektar (182,35 km2) groß und hat 15.274 Einwohner, was einer Bevölkerungsdichte von 89 Einwohnern pro km2 entspricht (Stand: 2022). Er liegt im Mittel auf 177 m, zwischen 137 m in Bruère-Allichamps und 312 m in Saint-Amand-Montrond.

## Gemeinden
Der Kanton hat 15.274 Einwohner (Stand: 1. Januar 2022) auf einer Gesamtfläche von 182,35 km²:
| Gemeinde                    | Einwohner 1. Januar 2022 | Fläche km² | Dichte Einw./km² | Code INSEE | Postleitzahl |
| --------------------------- | ------------------------ | ---------- | ---------------- | ---------- | ------------ |
| Bouzais                     | 285                      | 3,35       | 85               | 18034      | 18200        |
| Bruère-Allichamps           | 569                      | 13,90      | 41               | 18038      | 18200        |
| Colombiers                  | 410                      | 9,51       | 43               | 18069      | 18200        |
| Drevant                     | 551                      | 4,84       | 114              | 18086      | 18200        |
| Farges-Allichamps           | 255                      | 8,30       | 31               | 18091      | 18200        |
| La Celle                    | 329                      | 12,80      | 26               | 18042      | 18200        |
| La Groutte                  | 119                      | 2,92       | 41               | 18107      | 18200        |
| Marçais                     | 305                      | 29,03      | 11               | 18136      | 18170        |
| Meillant                    | 648                      | 40,60      | 16               | 18142      | 18200        |
| Nozières                    | 234                      | 10,35      | 23               | 18169      | 18200        |
| Orcenais                    | 242                      | 18,93      | 13               | 18171      | 18200        |
| Orval                       | 1.637                    | 7,65       | 214              | 18172      | 18200        |
| Saint-Amand-Montrond        | 9.690                    | 20,17      | 480              | 18197      | 18200        |
| Kanton Saint-Amand-Montrond | 15.274                   | 182,35     | 84               | 1812       | –            |

Im Rahmen der landesweiten Neuordnung der französischen Kantone im Frühjahr 2015 blieb sein Zuschnitt unverändert. Er besaß vor 2015 allerdings einen anderen INSEE-Code als heute, nämlich 1822.

## Politik
| Vertreter im Departementrat | Vertreter im Departementrat   | Vertreter im Departementrat |
| Amtszeit                    | Namen                         | Partei                      |
| --------------------------- | ----------------------------- | --------------------------- |
| 2015–                       | Annie Lallier Emmanuel Riotte | UDI                         |